# Robert Bruce (opera)

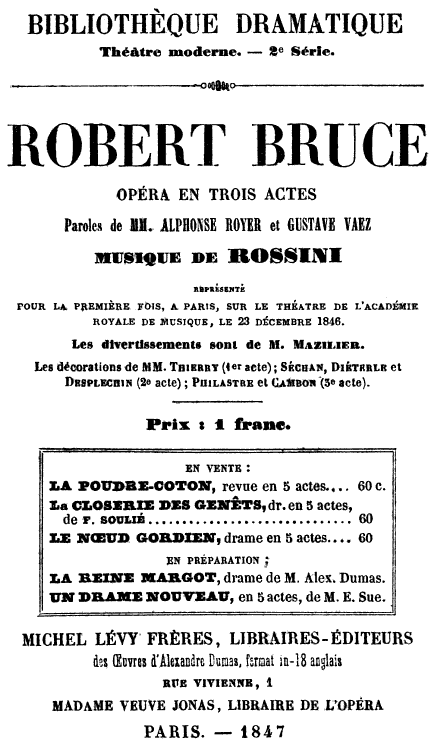
Librettots framsida - Paris 1847.

Robert Bruce är en opera i tre akter med musik av Gioachino Rossini och Louis Niedermeyer till libretto av Alphonse Royer och Gustave Vaëz, efter Walter Scotts History of Scotland. Musiken sattes samman av Niedermeyer, med Rossinis tillstånd, med stycken från La donna del lago, Zelmira och andra Rossinioperor. Operan hade premiär den 30 december 1846 på Parisoperan. Något som publiken kanske inte noterade var det att för första gången inkluderades ett nytt instrument i orkestern, vilket senare skulle bli känt som saxofon.

## Bakgrund
Efter Rossinis ankomst till Paris 1843 för medicinsk behandling besöktes han av operachefen Léon Pillet. Denne bad Rossini att komponera ett nytt verk till Parisoperan. Rossini tackade nej med anledning av sin dåliga hälsa, men påpekade att hans opera La donna del lago (1819), som han ansåg inte hade framförts rättvist på Théâtre Italien i Paris, skulle "passa förträffligt på den franska scenen, och den mer än de andra, har behov av stora körer, din magnifika orkester, dina vackra iscensättningar. ... Nu när du har [Rosine] Stoltz till ditt förfogande skulle du tjäna på att sätta upp den." Men Pillet var emot att presentera ett verk som allt sedan 1824 var mer känd för Parispubliken i sin italienska version.
Rossini återvände till sitt hem i Bologna, där han i juni 1846 åter fick besök av Pillet, som åtföljdes av librettisten Gustave Vaëz och Louis Niedermeyer. Resultatet blev Robert Bruce, en genomarbetad pastischopera med musik inte bara från La donna del lago och Zelmira, utan även från Bianca e Falliero, Torvaldo e Dorliska, Armida, Mosè in Egitto och Maometto II.  Niedermeyer skrev uppenbarligen de nödvändiga recitativen.

## Premiär
Rossini var helt klart involverad i samarbete med närvarade inte vid premiären i Paris. I föreställningen ingick en balett med dansarna Lucien Petipa, Henri Desplaces, Adèle Dumilâtre och Maria Jacob, samt koreografi av Joseph Mazilier. Dekoren var gjord av Joseph Thierry (Akt 1); Charles Cambon, Jules Diéterle och Édouard Desplechin (Akt 2); och René Philastre och Charles Cambon (Akt 3). Kostymerna var designade av Paul Lormier. Verket blev en måttlig framgång, men operan blev föremål för mycken kritik av bland andra Hector Berlioz.

## Personer
| Roller                               | Röststämma  | Premiärbesättning 30 december 1846 (Dirigent: -) |
| ------------------------------------ | ----------- | ------------------------------------------------ |
| Robert Bruce, Kung av Skottland      | baryton     | Paul Barroilhet                                  |
| Édouard II, Kung av England          | tenor       | Louis Paulin                                     |
| Douglas, Lord of Douglas             | bas         | Raffaele Anconi                                  |
| Marie, hans dothter                  | mezzosopran | Rosine Stoltz                                    |
| Dickson, en highlander från Stirling | bas         | Bessin                                           |
| Nelly, hans dotter                   | sopran      | Maria Nau                                        |
| Arthur, en tjänsteman hos Édouard    | tenor       | Jérémie Bettini                                  |
| Morton, en engelsk kapten            | bas         | Rommy                                            |
| Édouards page                        | kontraalt   | Moisson                                          |
| En bard                              | bas         |                                                  |